# Гордість і упередження
«Гордість і упередження», також «Гордість і упередженість» (англ. Pride and Prejudice) — роман англійської письменниці Джейн Остін, опублікований 1813 року, який дає картину життя дрібного англійського шляхетства на початку ХІХ сторіччя — і водночас є «прадідусем» усіх коли-небудь створених жіночих романів. Як роман звичаїв він розповідає про розвиток характеру Елізабет Беннет, головної героїні книги, яка дізнається про наслідки поспішних суджень і приходить до розуміння різниці між поверхневою добротою та справжньою добротою.
Містер Беннет, власник маєтку Лонгборн у графстві Гартфордшир, має п’ятьох дочок, але його майно є пов’язаним і може бути передане лише спадкоємцю чоловічої статі. Його дружина також не має спадку, тож після його смерті сім’я зазнає бідності. Таким чином, необхідно, щоб принаймні одна з дочок вступила в шлюб, щоб підтримувати інших, що є основною мотивацією сюжету.
«Гордість і упередження» належить до книг класичної літератури, які найбільше подобаються аудиторії: на початок ХХІ ст. у світі продано понад 20 млн примірників. Посідає номер 9 у Рейтингу 100 найкращих книг усіх часів журналу Ньюсвік. А також № 2 у голосуванні The Big Read проведеного BBC 2003 року у Великій Британії.
Роман було неодноразово екранізовано, в екранізації 2005 року головну героїню Елізабет Беннет грала Кіра Найтлі. Однією з найкращих екранізацій вважають шестисерійний однойменний телесеріал 1995 року, в якому головні ролі грали Колін Ферт і Дженніфер Елі.

## Короткий зміст сюжету

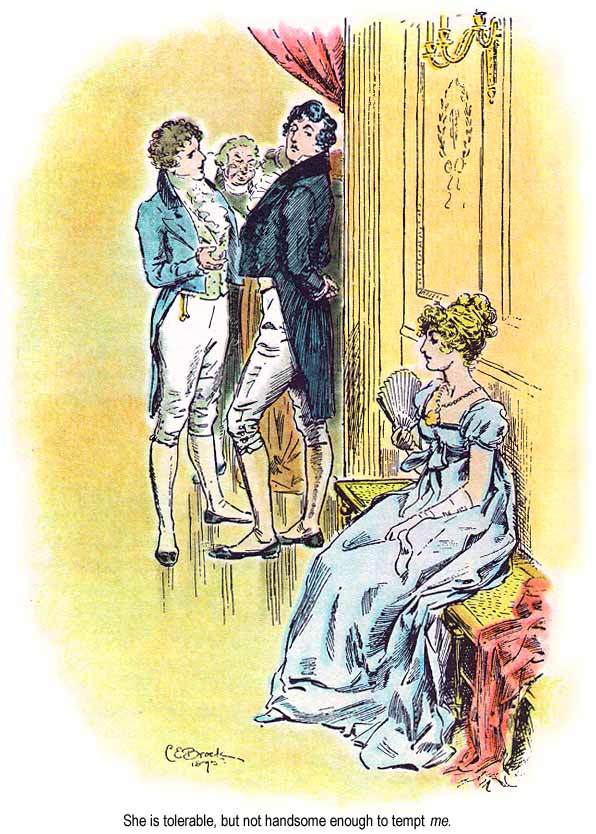
Містер Дарсі каже, що Елізабет «не настільки гарна, щоб спокусити його» танцювати. (Художник: К.E. Брок, 1895)

На початку ХІХ століття сім'я Беннет живе в своєму маєтку Лонгборн, розташованому поблизу села Меритон в Гартфордширі, Англія. Елізабет Беннет — друга з п'яти доньок містера Беннета. Містер Беннет не багатий і економічне становище його родини залежить від родового маєтку, який після його смерті повинен перейти до спадкоємця по чоловічій лінії, а, отже, родина опиниться без засобів існування. Доньок украй необхідно одружити. Це головна турбота місіс Бенет, його дружини й матері Елізабет. Ліззі розумна, незалежна, горда, але не особливо красива — красуня в родині найстарша сестра Джейн.
Приїзд містера Бінґлі, багатого холостяка, який орендує сусідній маєток Незерфілд, дає їй сподівання, що одна з її доньок може укласти вигідний шлюб, бо «Це загальновизнана істина, що неодруженому чоловікові, який володіє багатством, мабуть, бракує дружини».
На балу родина представлена Незерфілдській вечірці, включаючи містера Бінґлі, його двох сестер і містера Дарсі, його найдорожчого друга. Доброзичливість і веселість містера Бінґлі принесла йому популярність серед гостей. Здається, він цікавиться Джейн, старшою дочкою Беннета. Містер Дарсі, який вважається удвічі багатшим за містера Бінґлі, гордовитий і відсторонений, що викликає рішучу неприязнь до нього. Він відмовляється танцювати з Елізабет, другою старшою дочкою Беннета, оскільки вона «недостатньо красива». Хоча вона жартує з цього приводу зі своєю подругою, Елізабет глибоко ображена. Незважаючи на це перше враження, містер Дарсі таємно починає відчувати прихильність до Елізабет, оскільки вони продовжують зустрічатися один з одним на світських заходах, цінуючи її розум і відвертість.
Містер Дарсі нашкодив Джейн також, розповівши містеру Бінґлі, що всі тут полюють тільки за його багатством, а її почуття до нього вдавані. Після цієї розмови містер Бінґлі несподівано поїхав, почалася тривала розлука, яка розбила серце Джейн.
Тим часом до Елізабет посватався містер Коллінз, далекий родич, до якого перейде у спадок маєток містера Беннета. Здавалося б, життя Ліззі влаштувалася, але їй зовсім не подобається нерозумний, педантичний і манірний містер Коллінз. Елізабет відмовилася, чим дуже засмутила місіс Беннет.
Містер Коллінз не розгубився і одружився з Шарлотою, подругою Елізабет, яка була значно старшою і могла залишитися старою дівою.
Незабаром Елізабет поїхала до Шарлоти в гості в Кент. Тамтешня парафія була неподалік від маєтку Розінгз-Парк, який належав леді Катрін де Бург, тітці містера Дарсі. Леді Катрін запрошувала до себе родину священика, містера Коллінза та його гостю. Там Елізабет знову зустрілася з містером Дарсі. Його почуття до неї почали розвиватися ще після одного з балів, а тепер, побачивши її знову й не взмозі стриматися, Дарсі запропонував їй руку та серце. При цьому він зазначив, що робить це неохоче, оскільки її становище в суспільстві та зв'язки значно нижчі. Елізабет з погордою відмовила йому — він був причиною розбитого серця сестри Джейн і так несправедливо вчинив з молодим офіцером, містером Вікемом.
Містер Дарсі написав Елізабет листа, у якому пояснив, що містер Вікем злидень і картяр, безвідповідальна людина, ще й хотів викрасти та знеславити сестру містера Дарсі Джорджіану, щоб добратися до статків родини. Йому дали належну відсіч. А от щодо Джейн і містера Бінґлі, то він вчинив правильно, бо жодних почуттів з боку Джейн не помітив, а поведінка родини Елізабет, її матері та молодших сестер зовсім безтактна.
Через кілька місяців Елізабет разом із дядьком та тіткою Гардінерами їде подорожувати до Дербіширу. Дядько та тітка Гардінери були в комерції. За тих часів джентльмен міг мати тільки три професії: військового, священика й правника. Заняття комерцією — означало втрату статусу. Шляхетні люди при зустрічі з такими повертали голову в інший бік. Щодо грошей, Гардінери, втім, стояли зовсім непогано.
Дорогою, Гардінери та їхня супутниця скористалися нагодою відвідати Пемберлі, маєток містера Дарсі. Його на ту пору не було вдома, маєток їм показала старенька економка, яка знала містера Дарсі змалечку. Вона не скупилася на похвалу господарю. Несподівано повернувся містер Дарсі. Він вразив Елізабет тим, що не лише ґречно поводився з нею — вона ж погордувала ним, незважаючи на нижчий статус. Містер Дарсі надзвичайно ввічливо поводився навіть із Гардінерами. А під кінець представив Елізабет своїй сестрі Джорджіані — це була нечувана честь.

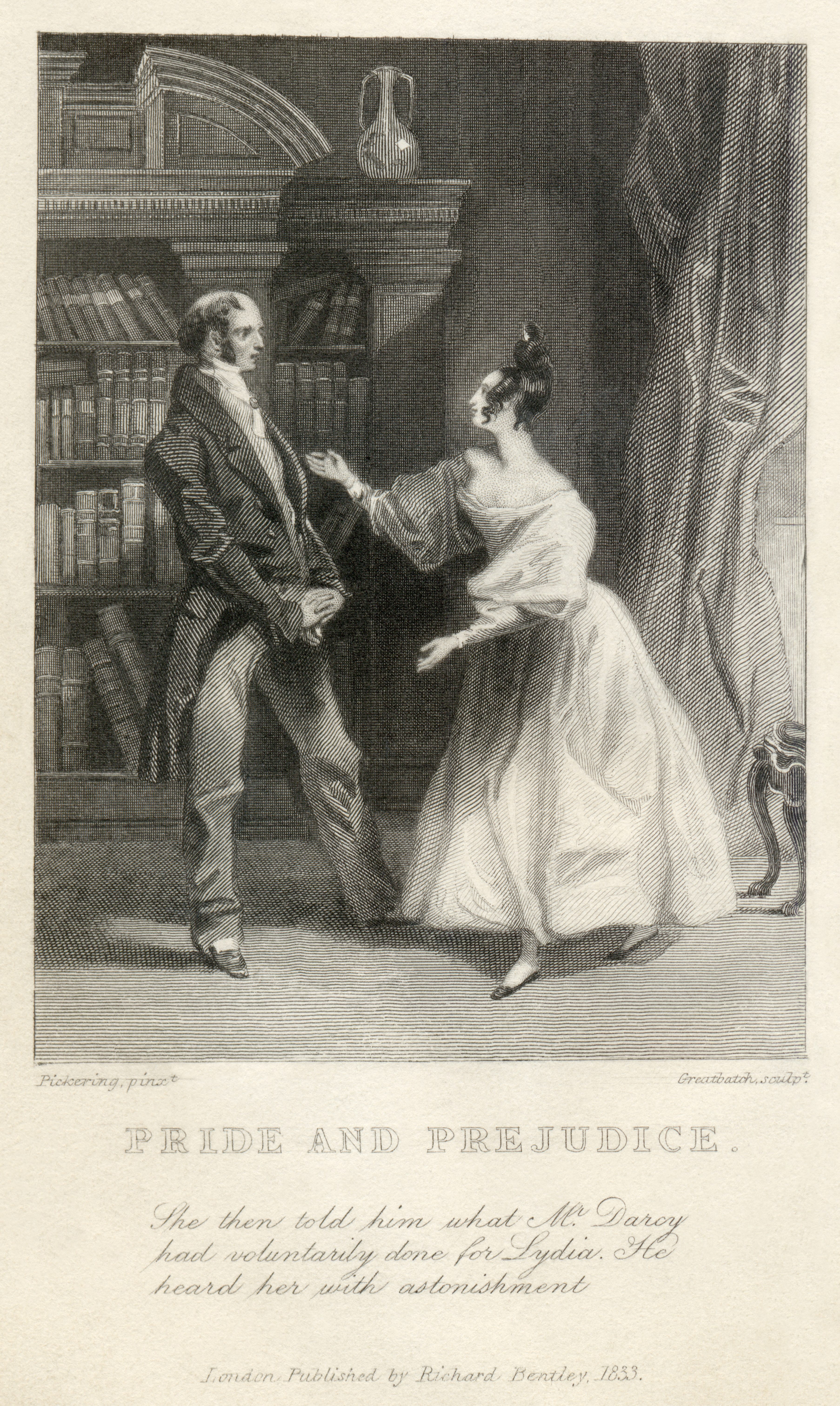
Елізабет розповідає своєму батькові, що Дарсі відповідальний за об’єднання Лідії та Вікхема в одній із двох перших ілюстрацій « Гордості та упередження». Стилі одягу відображають час, коли було вигравірувано ілюстрацію (1830-ті роки), а не час написання чи дії роману.

Тут прийшла новина, що молодша сестра Лідія втекла з дому з містером Вікемом. Спочатку всі сподівалися, що вони одружаться, але виявилося, що одруження не входить у плани містера Вікема, і родина Беннетів опинилася перед загрозою безчестя. Отримавши звістку про ці події, Елізабет поспішає додому. Вона впевнена, що тепер Дарсі про неї навіть не захоче чути.
Незабаром утікачів знайшли й зусиллями, начебто, дядька Гардінера, Вікема зобов'язали одружитися з Лідією. Після весілля молода пара приїздить до Беннетів, і Лідія згадує, що на весіллі був містер Дарсі. Елізабет довідується від тітки Гардінер, що всю справу насправді владнав саме він, взявши на себе значні витрати.
Повертається містер Бінґлі й робить пропозицію руки та серця Джейн. Джейн згоджується. Далі до оселі Беннетів здійснює несподіваний візит леді Кетрін. Вона хоче знати, чи не заручена Елізабет із містером Дарсі. Вона вимагає, щоб ця нахабна особа й не думала одружуватися з містером Дарсі — вона йому не рівня. Елізабет її випровадила, нічого не сказавши. Розлючена леді Кетрін вимагає відповіді у містера Дарсі, і містер Дарсі дізнається про вперту поведінку Елізабет. Він квапиться повторити своє освідчення, і Елізабет згоджується.

## Персонажі

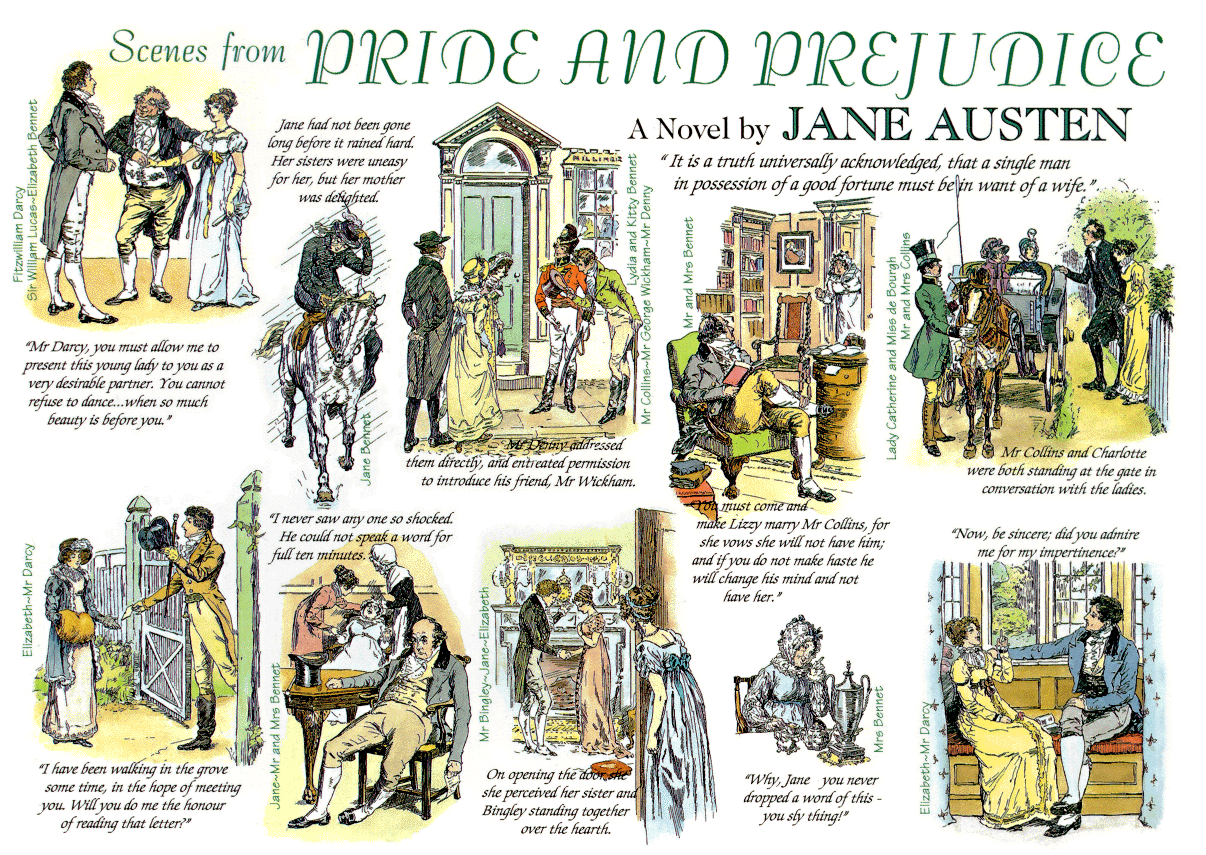
Сцени з «Гордості та упередження», К. Е. Брока (бл. 1885)

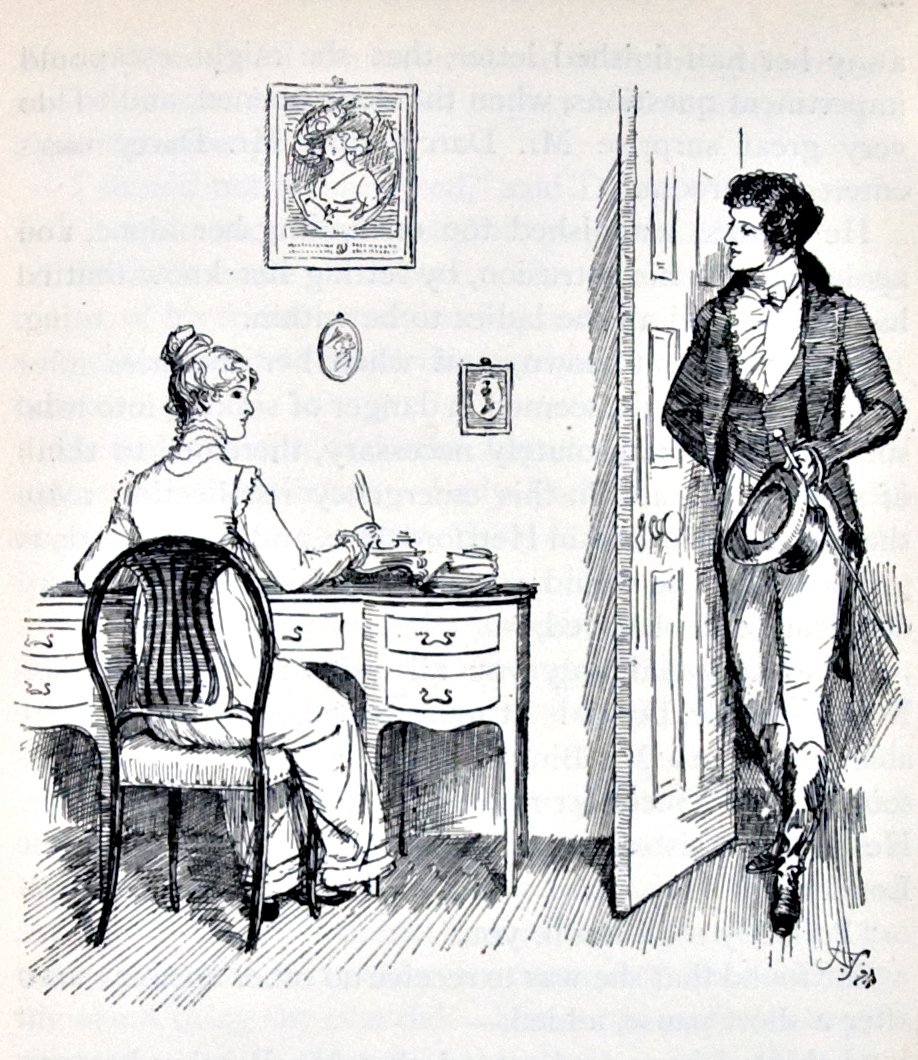
Елізабет і містер Дарсі Х'ю Томсона, 1894 рік

- Елізабет Беннет – друга старша з дочок Беннет, приваблива, дотепна і розумна – але зі схильністю до формування впертого та упередженого першого враження. З розвитком історії розвиваються і її стосунки з містером Дарсі. Хід стосунків Елізабет і Дарсі остаточно вирішується, коли Дарсі долає свою гордість, а Елізабет долає своє упередження, що змушує їх обох віддатися любові одне до одного.
- Містер Фіцвільям Дарсі – друг містера Бінґлі та багатий власник маєтку Пемберлі в Дербіширі, який, як кажуть, коштує щонайменше 10 000 фунтів стерлінгів на рік. Незважаючи на те, що Дарсі красивий, високий і розумний, йому бракує легкості та соціальної витонченості, тому інші часто помилково сприймають його спочатку гордовиту стриманість як доказ надмірної гордости. Новий гість у Мерітоні, де відбувається дія роману, він, зрештою, є коханням Елізабет Беннет. Незважаючи на те, що він видається гордим і через це його не люблять люди, його слуги ручаються за його доброту та порядність.
- Містер Беннет – логічний і розсудливий джентльмен пізнього середнього віку із скромнішим доходом у 2000 фунтів стерлінгів на рік і сухо саркастичний патріарх сім’ї Беннет з п’ятьма неодруженими дочками. Його маєток Лонгборн походить по чоловічій лінії. Його прихильність до дружини зникла на початку їхнього шлюбу і тепер зведена до простої терпимості. У романі його часто описують як «лінивого».
- Місіс Беннет (до шлюбу Ґардінер) – літня дружина містера Беннета та мати їхніх п’яти дочок. Місіс Беннет — іпохондрик, який уявляє себе сприйнятливою до нападів тремору та серцебиття (її «бідні нерви») щоразу, коли справи йдуть не так, як вона хоче. Її головна мета в житті —  одружити дочок із заможними чоловіками. Її мало хвилює, чи принесуть їм такі шлюби щастя. Вона отримала від батька 4000 фунтів стерлінгів.

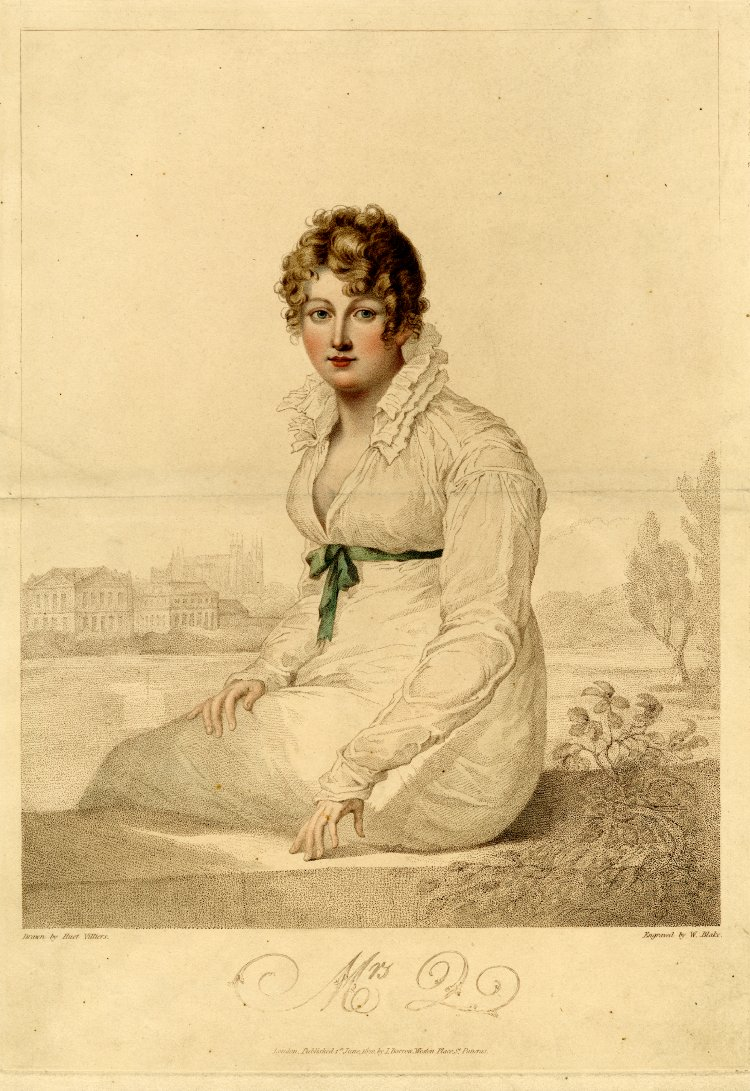
У листі до Кассандри, датованому травнем 1813 року, Джейн Остін описує картину, яку вона побачила в галереї, яка була дуже схожою на «місіс Бінґлі» — Джейн Беннет. Дейдра Ле Фей у «Світі її романів» припускає, що «Портрет місіс К’ю» — це картина, яку мала на увазі Остін. (с. 201–203)

- Джейн Беннет - найстарша сестра Беннет. Вона вважається найкрасивішою молодою леді в околицях і схильна бачити в інших тільки хороше (але її можна переконати в протилежному з достатніми доказами). Вона закохується в Чарльза Бінґлі, багатого молодого джентльмена, який нещодавно переїхав у Хартфордшир і є близьким другом містера Дарсі.
- Мері Беннет – середульша сестра Беннет і найпростіша з її братів і сестер. Мері має серйозну вдачу і в основному читає і грає музику, хоча не раз нетерпляче демонструє свої досягнення і досить марнославна щодо них. Вона часто моралізує свою родину. За «Мемуарами Джейн Остін» Джеймса Едварда Остена-Лі, Мері врешті-решт стала дружиною одного з юристів свого дядька Філіпса та переїхала з ним у Меритон.
- Кетрін «Кітті» Беннет – четверта дочка Беннета. Хоча вона старша за Лідію, вона є її тінню і слідкує за нею в її погоні за офіцерами міліції. Її часто зображують заздрісницею Лідії та описують як «дурну» молоду жінку. Однак кажуть, що вона покращилася, коли Лідія вийшла з-під впливу. Відповідно до «Мемуарів Джейн Остін» Джеймса Едварда Остін-Лі, Кітті пізніше пошлюбила священнослужителя, який жив поблизу Пемберлі.
- Лідія Беннет – наймолодша сестра Беннет. Вона легковажна і свавільна. Основне її заняття – спілкування, особливо флірт з офіцерами міліції. Це призводить до того, що вона втікає з Джорджем Вікхемом, хоча він не має наміру одружуватися з нею. Лідія не поважає моральний кодекс свого суспільства; як каже Ешлі Таучерт, вона «почуває без міркувань».[12]
- Чарльз Бінґлі – красивий, привітний, заможний молодий джентльмен з півночі Англії, який орендує Незерфілд Парк, маєток за три милі від Лонгборна, з надією придбати його. Його відрізняють від містера Дарсі за більш приємні манери, хоча він покладається на поради свого досвідченішого друга. Прикладом цього є запобігання роману Бінґлі та Джейн через незаперечну залежність Бінґлі від думки Дарсі.[13] Йому бракує рішучості, і він легко піддається впливу інших; його дві сестри, міс Керолайн Бінґлі та місіс Луїза Герст, не схвалюють зростання прихильності Бінґлі до міс Джейн Беннет. Він успадкував статок у 100 000 фунтів стерлінгів.[14]

- Керолайн Бінґлі – пихата, снобістська сестра Чарльза Бінґлі зі статком у 20 000 фунтів. Міс Бінґлі плекає задуми щодо містера Дарсі, і тому ревнує його до зростаючої прихильності до Елізабет. Вона намагається переконати містера Дарсі не любити Елізабет, висміюючи родину Беннет і критикуючи поведінку Елізабет. Міс Бінґлі також не схвалює повагу свого брата до Джейн Беннет і зневажливо ставиться до суспільства в Мерітоні. Її багатство та дорога освіта, здається, є двома найбільшими джерелами марнославства та зарозумілості міс Бінґлі; так само вона дуже невпевнена в тому факті, що всі гроші її та її родини походять від торгівлі, і дуже хоче, щоб її брат придбав маєток, піднявши Бінґлі до рангів шляхетства, і щоб вона одружилася з землевладцем. Динаміка між міс Бінґлі та її сестрою, Луїзою Герст, здається, перегукується з динамікою Лідії та Кітті Беннет, а також місіс Беннет і місіс Філліпс, оскільки одна сестра з пари є не більш ніж послідовницею іншої: Керолайн займає така ж позиція, як Лідія з Кітті, а Луїза така ж позиція, як місіс Беннет з місіс Філліпс (хоча у випадку Луїзи, оскільки вона вже одружена, вона не відчуває такого тиску, як Керолайн). Луїза одружена з містером Герстом, який має будинок на Гросвенор-сквер у Лондоні.
- Джордж Вікгем – Вікгем був знайомий з містером Дарсі з дитинства, будучи сином стюарда батька містера Дарсі. Офіцер міліції, він на перший погляд чарівний і швидко починає прив’язуватися до Елізабет Беннет. Пізніше він втікає з Лідією без наміру одружуватися, що призвело б до повної ганьби для неї та її родини, якби не втручання Дарсі, щоб підкупити Вікгема, щоб він одружився з нею, виплативши свої негайні борги.
- Містер Вільям Коллінз – далекий троюрідний брат містера Беннета, священик і нинішній імовірний спадкоємець його маєтку Лонгборн-гаус. Це покірливий і помпезний чоловік, схильний до довгих і нудних промов, який надмірно відданий своїй покровительці, леді Кетрін де Бург.
- Леді Кетрін де Бург – владна тітка містера Дарсі. Леді Кетрін є заможною власницею Розінгс-парку, де вона живе зі своєю дочкою Енн, і до неї підлабузнює її ректор містер Коллінз. Вона пихата, пихата, владна та поблажлива, і давно планувала видати свою хворобливу дочку за Дарсі, щоб «об’єднати їхні два великі маєтки», стверджуючи, що це було найдорожчим бажанням як її, так і її покійної сестри, леді Анни. Дарсі (до шлюбу Фіцвільям).
- Містер Едвард Гардінер і місіс Ґардінер – Едвард Ґардінер – брат місіс Беннет і успішний торговець з розумним і джентльменським характером. Тітка Ґардінер витончена й елегантна та близька до своїх племінниць Джейн і Елізабет. Гардінери є батьками чотирьох дітей. Вони відіграють важливу роль у укладенні шлюбу між Дарсі та Елізабет.
- Джорджіана Дарсі – Джорджіана – тиха, привітна та сором’язлива молодша сестра містера Дарсі, яка має посаг у 30 000 фунтів стерлінгів, і їй ледве виповнилося 16 років, коли починається історія. У віці 15 років міс Дарсі мало не втекла з містером Вікхемом, але її врятував її брат, якого вона обожнює. Завдяки рокам навчання під керівництвом майстрів вона вміє грати на фортепіано, співати, грати на арфі, малювати та володіти сучасними мовами, тому її описують як ідею Керолайн Бінґлі про «досвідчену жінку».

- Шарлотта Лукас – Шарлотта – подруга Елізабет, яка у свої 27 років (тобто вже за віком, який тоді вважався найкращим для вступу в шлюб) боїться стати тягарем для своєї сім’ї, і тому з готовністю погоджується одружитися з містером Коллінзом, щоб отримати фінансову безпеку, скориставшись нагодою вимагати його увагу після того, як Елізабет відхилила його пропозицію. Хоча в романі підкреслюється важливість любові та розуміння в шлюбі, Остін ніколи не засуджує рішення Шарлотти одружитися заради безпеки. Вона використовує Шарлотту, щоб передати, як жінки її часу дотримувалися очікувань суспільства, щоб жінки вступали в шлюб, навіть якщо це не з любові, а зі зручності.[15] Шарлотта — дочка сера Вільяма Лукаса та леді Лукас, сусідів родини Беннет.
- Полковник Фіцвільям – Полковник Фіцвільям – молодший син графа і племінник леді Кетрін де Бург і леді Анни Дарсі; це робить його двоюрідним братом Анни де Бург і братів і сестер Дарсі, Фіцвільяма та Джорджіани. На початку роману йому близько 30 років. Він є співопікуном міс Джорджіани Дарсі разом зі своїм двоюрідним братом містером Дарсі. За словами полковника Фіцвільяма, як молодший син, він не може одружитися, не подумавши про посаг своєї майбутньої нареченої.

## Основні теми
Багато критиків беруть назву як початок, коли аналізують теми «Гордості та упередження», але Роберт Фокс застерігає не вчитуватися в назву (яка спочатку була «Перші враження»), оскільки комерційні чинники могли зіграти роль у її виборі. «Після успіху Чуття і чуттєвість ніщо не здавалося б більш природним, ніж випустити ще один роман того ж автора, знову використовуючи формулу антитези та алітерації для назви».

Якості назви не приписуються виключно одному чи іншому герою; і Елізабет, і Дарсі демонструють гордість і упередження. Фраза «гордість і упередження» використовувалася протягом попередніх двох століть Джозефом Голом, Джеремі Тейлором, Джозефом Еддісоном і Семюелем Джонсоном. Вважається, що Остін взяла свій титул з уривку в романі Фанні Берні «Сесілія» (1782), яким вона, як відомо, захоплювалася:
"Вся ця прикра справа, - сказав доктор Лайстер, - була результатом ГОРДОСТІ та УПЕРЕДЖЕННЯ. [...] якщо гордості та упередженням ви завдячуєте своїми стражданнями, так чудово врівноваженими добром і злом, то гордості та упередженням ви завдячуєте і їхнім припиненням."(великі літери, як в оригіналі)
Темою більшості робіт Остін є важливість середовища та виховання для розвитку характеру та моралі молодих людей. Соціальний статус і багатство не обов'язково є перевагами в її роботах, і ще однією темою, спільною для робіт Остін, є неефективні батьки. У «Гордості та упередженні» невдача містера та місіс Беннет як батьків звинувачується у відсутності морального судження Лідії. Дарсі навчили бути принциповим і скрупульозно чесним, але він також гордий і владний. Кажуть, що Кітті, врятована від поганого впливу Лідії та проводить більше часу зі своїми старшими сестрами після їхнього одруження, значно покращилася в їхньому вищому суспільстві. Американська письменниця Анна Квіндлен зауважила у вступі до видання роману Остін у 1995 році:
"Гордість і упередження" також про те, про що йдеться у всіх великих романах, - про пошук себе. І це перший великий роман, який вчить нас, що цей пошук може відбуватися як у вітальні за світською бесідою, так і в гонитві за Мобі-Діком, за великим білим китом або в "Червоній літері" - публічному покаранні за подружню зраду.

### Шлюб
Початковий рядок роману проголошує: «Це загальновизнана істина, що самотній чоловік, який володіє багатством, повинен мати потребу в дружині». Це робить шлюб мотивом і проблемою роману. Читачі готові запитати, чи потрібна цим неодруженим чоловікам дружина, чи це потреба продиктована «сусідськими» сім’ями та їхніми доньками, яким потрібна «щастя».
Шлюб – це складна соціальна діяльність, яка враховує політичну та фінансову економію. У випадку Шарлотти Лукас уявний успіх її шлюбу полягає в комфортних фінансових обставинах їхньої сім’ї, тоді як стосунки між містером і місіс Беннет служать для ілюстрації поганих шлюбів, заснованих на початковій привабливості та поверхневому змісті (економічному та психологічному).
Шлюб Беннетів є прикладом того, що наймолодша Беннет, Лідія, відтворює з Вікхемом, і результати далеко не вдалі. Хоча головні герої, Елізабет і Дарсі, починають роман як ворожі знайомі та малоймовірні друзі, зрештою вони намагаються краще зрозуміти себе та одне одного, що дає їм змогу по-справжньому закохатися. Це не усуває викликів реальних відмінностей у їхньому технічно еквівалентному соціальному статусі шляхетства та їхніх стосунках. Однак це дає їм змогу краще зрозуміти точку зору один одного з різних сторін досить широкого діапазону відмінностей у цій категорії.
Коли Елізабет відхиляє першу пропозицію Дарсі, вводиться аргумент одруження з любові. Елізабет приймає пропозицію Дарсі лише тоді, коли вона впевнена, що кохає його, і її почуття відповідають взаємністю. Складний нарис Остін різних шлюбів зрештою дозволяє читачам поставити під сумнів, які форми альянсу є бажаними, особливо коли йдеться про привілеї економічного, сексуального чи партнерського потягу.

### Багатство
Гроші відіграють основну роль на шлюбному ринку як для молодих дівчат, які шукають заможного чоловіка, так і для чоловіків, які бажають одружитися на жінці із заможністю. Джордж Вікхем намагається втекти з Джорджіаною Дарсі, а полковник Фіцвілліам заявляє, що одружиться на багатій людині.
Одруження з жінкою з багатої сім'ї також забезпечувало зв'язок із сім'єю вищого класу, як видно з бажання сестер Бінґлі одружити свого брата з Джорджіаною Дарсі. Місіс Беннет часто спонукає своїх дочок пошлюбити заможного чоловіка з високого соціального класу. У першому розділі, коли приходить містер Бінґлі, вона заявляє: «Я думаю про те, щоб він одружився з однією з них».
Спадкування було за походженням, але могло бути додатково обмежене втягненням, яке у випадку маєтку Лонгборнів обмежувало спадкування лише спадкоємцями чоловічої статі. У випадку родини Беннет містер Коллінз мав успадкувати родинний маєток після смерті містера Беннета за відсутності ближчих спадкоємців чоловічої статі, і його пропозиція Елізабет забезпечила б її безпеку; але вона відмовляється від його пропозиції.
Закони про спадщину приносили користь чоловікам, оскільки одружені жінки не мали незалежних юридичних прав (ковертюра) аж до другої половини ХІХ століття. Для вищих середніх і аристократичних класів шлюб з чоловіком із надійним доходом був чи не єдиним шляхом до безпеки для жінки та дітей, які вона мала мати. Іронія першої репліки полягає в тому, що загалом у цьому суспільстві жінка шукала б заможного чоловіка, щоб мати заможне життя.

### Клас

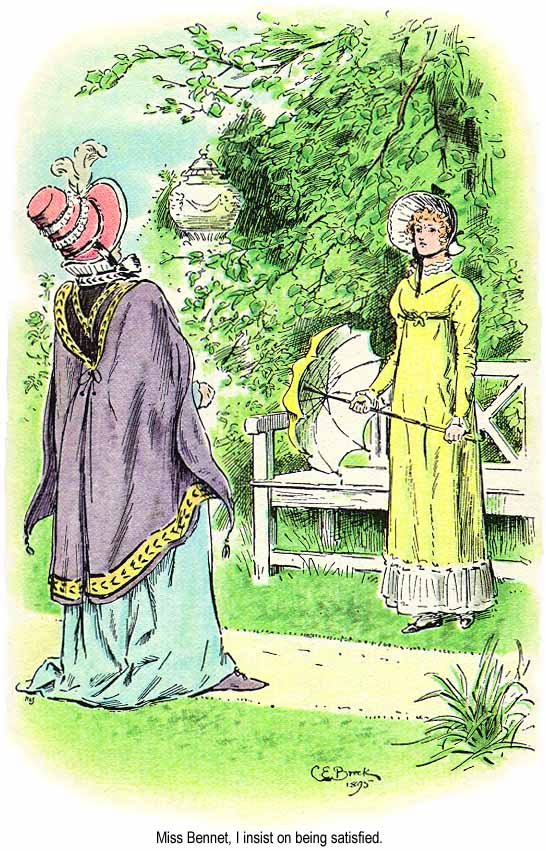
Леді Кетрін і Єлизавета, К. Е. Брока, 1895

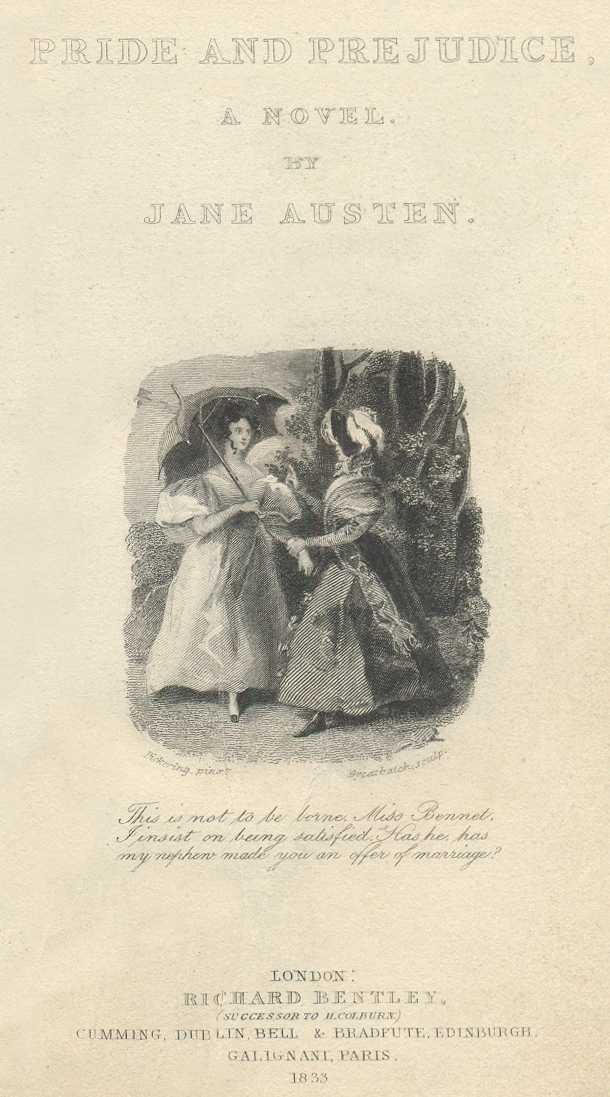
Леді Кетрін стикається з Елізабет щодо Дарсі на титульній сторінці першого ілюстрованого видання. Це друга з перших двох ілюстрацій роману.

Зараз Остін може бути відома своїми «романами», але шлюби в її романах пов’язані з економікою та класовими відмінностями. «Гордість і упередження» не є винятком.
Коли Дарсі робить пропозицію Елізабет, він посилається на їхні економічні та соціальні відмінності як на перешкоду, яку довелося подолати його надмірній любові, хоча він все ще з тривогою розповідає про проблеми, які це створює для нього в його колі спілкування. Його тітка, леді Кетрін, пізніше характеризує ці розбіжності особливо суворо, коли розповідає, чим стане шлюб Елізабет з Дарсі: «Чи будуть тіні Пемберлі таким чином забруднені?» Хоча Елізабет відповідає на звинувачення леді Кетрін, що її потенційно шкідливе економічне та соціальне становище (Елізабет навіть наполягає, що вони з Дарсі, як дочка джентльмена та джентльмен, «рівні»), леді Кетрін відмовляється прийняти можливість одруження Дарсі з Елізабет. Однак, коли роман закінчується, «...через цікавість побачити, як поводиться його дружина», леді Кетрін поблажливо відвідує їх у Пемберлі.
Бінґлі представляють особливу проблему для орієнтування в класі. Хоча Керолайн Бінґлі та місіс Херст поводяться та говорять про інших так, ніби вони завжди належали до вищих ешелонів суспільства, Остін чітко дає зрозуміти, що статки Бінґлі походять від торгівлі. Справа в тому, що Бінґлі орендує Незерфілд Гол – це, зрештою, «дозволяти» – істотно відрізняє його від Дарсі, чий маєток належав родині його батька і який через матір є онуком і племінником графа. Бінґлі, на відміну від Дарсі, не володіє своєю власністю, але має портативні та зростаючі багатства, що робить його хорошим уловом на шлюбному ринку для бідніших дочок шляхетства, таких як Джейн Беннет, або амбітних торговців. Клас відіграє центральну роль в еволюції персонажів, і радикальний підхід Джейн Остін до класу помітний у розгортанні сюжету.
В оповіданні натякають на приховану течію старого англо-нормандського вищого класу, про що говорять імена Фіцвільяма Дарсі та його тітки, леді Кетрін де Бург; Фіцвільям, Д'Арсі, де Бург (Берк) і навіть Беннет — традиційні нормандські прізвища.

### Самопізнання
Завдяки взаємодії та критиці одне одного Дарсі та Елізабет усвідомлюють свої недоліки та працюють над їх виправленням. Єлизавета ретельно розмірковує про власні помилки в розділі 36:
"Як підло я вчинила!" - вигукнула вона, - "Я, що пишалася своєю проникливістю! Я, яка цінувала себе за свої здібності! Я, яка часто зневажала щедру відвертість моєї сестри і вдовольняла своє марнославство марною або винуватою недовірою. Яке принизливе це відкриття! Але ж це лише приниження! Якби я була закохана, я не могла б бути більш жалюгідною сліпою. Але марнославство, а не кохання, було моєю помилкою. Задоволена прихильністю одного і ображена нехтуванням іншого, на самому початку нашого знайомства я залицялася до самовпевненості і невігластва, відганяючи розум, коли це стосувалося обох. До цього моменту я ніколи не знала себе".
Інші персонажі рідко виявляють таку глибину розуміння або, принаймні, не мають місця в романі для такого розвитку.
Таннер пише, що місіс Беннет, зокрема, «має дуже обмежене уявлення про вимоги цього виступу; за відсутності будь-яких інтроспективних тенденцій вона нездатна оцінити почуття інших і знає лише про матеріальні об’єкти». Поведінка місіс Беннет відображає суспільство, в якому вона живе, оскільки вона знає, що її дочки не досягнуть успіху, якщо не одружаться. «Справа її життя полягала в тому, щоб видати дочок в шлюб: її розрадою були відвідини та новини». Це показує, що місіс Беннет усвідомлює лише «матеріальні об’єкти», а не свої почуття та емоції.
Помітним винятком є Шарлотта Лукас, близька подруга та довірена особа Елізабет Беннет. Вона приймає пропозицію шлюбу від містера Коллінза, як тільки Ліззі відмовляє йому, не через почуття, а через гострого усвідомлення обставин, в яких вона є «членом великої родини». Рішення Шарлотти є віддзеркаленням її розсудливого характеру та обізнаності.

## Стиль
«Гордість і упередження», як і більшість творів Остін, використовує оповідну техніку вільної непрямої мови, яка була визначена як «вільне представлення мови персонажа, під яким маються на увазі не слова, які фактично сказані персонажем, а слова, які типізуйте думки персонажа або те, як персонаж думав би чи говорив, якби думав чи говорив».
Остін створює своїх персонажів із повністю розвиненими особистостями та унікальними голосами. Хоча Дарсі та Елізабет дуже схожі, вони також значно різні. Використовуючи розповідь, яка приймає тон і лексику конкретного персонажа (у даному випадку Елізабет), Остін запрошує читача стежити за подіями з точки зору Елізабет, поділяючись її упередженнями та неправильними уявленнями. «Крива навчання, яку пройшли обидва герої, розкривається нам виключно через точку зору Елізабет, і її вільна непряма мова є важливою ... адже саме через це ми залишаємось у полоні, якщо не застряглим, у місіях Єлизавети».
Кілька разів, коли читач може отримати додаткові знання про почуття іншого героя, це листи, якими вони обмінюються в цьому романі. Перший лист Дарсі до Елізабет є прикладом цього, оскільки через його лист і читач, і Елізабет дізнаються про справжній характер Вікхема.
Відомо, що Остін використовує іронію протягом усього роману, особливо з точки зору персонажа Елізабет Беннет. Вона передає «гнітючі правила жіночності, які насправді домінують у її житті та роботі, і прикриті її чудово вирізьбленим троянським конем іронічної дистанції». Починаючи з історичного дослідження розвитку конкретної літературної форми, а потім переходячи до емпіричних перевірок, вона розкриває вільний непрямий дискурс як інструмент, який з часом з’явився як практичний засіб вирішення фізичної відмінності розуму. Розглядаючи таким чином, вільний непрямий дискурс є чітко літературною відповіддю на екологічну проблему, надаючи наукове обґрунтування, яке не зводить літературу до механічного розширення біології, а приймає її цінність як її власну оригінальну форму.

## Історія написання

Сторінка 2 листа Джейн Остін до її сестри Кассандри (11 червня 1799 р.), у якому вона вперше згадує «Гордість і упередження» під робочою назвою «Перші враження».

Остін почала писати роман після того, як у 1796 році зупинилася в парку Гудстоун у Кенті зі своїм братом Едвардом та його дружиною. Спочатку вона назвала роман «Перше враження». У 1797 році вона закінчила роботу і її батько запропонував його лондонському книготорговцю Томасу Каделлу, але видавець відмовився. 
Міліція була мобілізована після оголошення Францією війни Британії в лютому 1793 року, і спочатку не вистачало казарм для всіх полків міліції, що вимагало від міліції створення величезних таборів у сільській місцевості, про що в романі кілька разів згадується.:57 Брайтонський табір, куди полк міліції вирушає в травні після зимівлі в Мерітоні, був відкритий у серпні 1793 року, а казарми для всіх полків міліції були завершені до 1796 року, що розміщує події роману між 1793 і 1795 роками.:56–57
Остін допрацьовувала роман у 1811—1812 роках. Вона дала йому нову назву. Можливо, через те, що з часу написання першого варіанту світ уже побачили два твори під назвою «Перше враження». Інша можлива причина — вплив роману Фанні Берні «Сесілія», в останніх розділах якого фраза «гордість і упередження» повторюється тричі.
Вона продала права на публікацію рукопису Томасу Егертону за £110 (еквівалентно £7,800 у 2021 році).

## Історія видання
Остін продала авторські права на роман Томасу Еґертону з Військової бібліотеки Вайтголла в обмін на 110 фунтів стерлінгів (Остін просила 150 фунтів стерлінгів). Це виявилося дорогим рішенням. Остін опублікувала «Розчуття та відчуття» на комісійних засадах, відповідно до яких вона відшкодувала видавцеві будь-які збитки та отримала будь-який прибуток за вирахуванням витрат і комісійних видавця. Не знаючи, що «Почуття та чутливість» розпродасть її видання, що принесе їй 140 фунтів стерлінгів, вона передала авторські права Еґертону за одноразову оплату, тобто весь ризик (і всі прибутки) буде належати йому. Ян Фергус підрахував, що згодом Еґертон заробив приблизно 450 фунтів стерлінгів лише за перші два видання книги.
Егертон опублікував перше видання «Гордості та упередження» у трьох томах у твердій обкладинці 28 січня 1813 року. Його рекламували в The Morning Chronicle за ціною 18 доларів. Весь тираж розійшовся по 18 шилінгів за примірник. Завдяки схвальним відгукам це видання було розпродано, а друге видання вийшло в жовтні того ж року. Третє видання вийшло 1817 року.
Переклади іноземними мовами вперше з’явилися у 1813 році французькою мовою; наступні переклади були опубліковані німецькою, данською та шведською мовами. «Гордість і упередження» вперше було опубліковано в Сполучених Штатах у серпні 1832 року під назвою Елізабет Беннет або «Гордість і упередження». Роман також був включений до серії стандартних романів Річарда Бентлі в 1833 році. Наукове видання Р. В. Чепмена «Гордість і упередження», вперше опубліковане в 1923 році, стало стандартним виданням, на якому базується багато сучасних виданих версій роману.
Роман спочатку був опублікований анонімно, як і всі романи Остін. Однак у той час як її перший опублікований роман «Розум і чуттєвість» був представлений як написаний «жінкою», «Гордість і упередження» приписувався «Авторці чуттєвості і чуттєвості». Це почало консолідувати концепцію Остін як автора, хоча й анонімного. Її наступні романи так само приписували анонімному автору всіх її тоді опублікованих творів.

## Українські переклади
- Остін, Джейн (2011). Гідність і гонор. пер. з англ.  Тетяна Некряч. Київ: КМ-Букс. с. 368. ISBN 9786175380000.
- Остін, Джейн (2014). Гідність і гонор. пер. з англ. Київ: Велмайт. с. 416. ISBN 9786177025275.
- Остін, Джейн (2017). Гідність і гонор. пер. з англ.  Тетяна Некряч Вік Підліткам. Київ: КМ-Букс. с. 416. ISBN 9786177409273.
- Остін, Джейн (2018). Гідність і гонор. пер. з англ.  Тетяна Некряч. Київ: КМ-Букс. с. 416. ISBN 9786177498208.
- Остін, Джейн (2018). Гордість і упередженість. пер. з англ.  В. Горбатко. Харків: Фоліо. с. 350. ISBN 9789660380301.
- Остін, Джейн (2015). Гордість та упередження. пер. з англ.  Ганна Лелів. Київ: Знання. с. 382. ISBN 9786170702524.
- Остін, Джейн (2018). Гордість та упередження. пер. з англ.  Ганна Лелів. Київ: Знання. с. 335. ISBN 9786170706140.
- Остін, Джейн (2015). Гордість та упередження. пер. з англ.  Ганна Лелів. Київ: Знання. с. 384. ISBN 9786170702517.

## Рецензії

### ХІХ століття
Роман був добре прийнятий, отримавши три схвальні відгуки в перші місяці після публікації. Анна Ізабелла Мілбенк, яка пізніше стала дружиною лорда Байрона, назвала його «модним романом». Відомий критик і рецензент Джордж Генрі Льюїс заявив, що «радше б написав «Гордість і упередження» або «Тома Джонса», ніж будь-який із романів Веверлі».
Протягом усього ХІХ століття не всі рецензії на твір були позитивними. Шарлотта Бронте в листі до Льюїса написала, що «Гордість і упередження» — це розчарування, «старанно обгороджений, добре вирощений сад, з акуратними бордюрами й ніжними квітами; ... ні відкритої місцевості, ні свіжого повітря, ні блакитного пагорба, ні доброго берега». Разом з нею Марк Твен надзвичайно негативно ставився до твору. Він сказав: «Щоразу, коли я читаю «Гордість і упередження», мені хочеться викопати [Остін] і бити її по черепу її власною гомілкою», — писав Твен в одному з листів до друга».
Зі свого боку, Остін вважала «грайливість та епіграматизм» «Гордості та упередження» надмірними, скаржачись у листі до своєї сестри Кассандри в 1813 році, що в романі бракує «відтінку» і повинен був мати розділ «урочистої спекулятивної нісенітниці, про щось, не пов'язане з історією; есе про письменництво, критика Вальтера Скотта або історія Буонапарте».
Вальтер Скотт написав у своєму щоденнику: «Прочитайте ще раз і принаймні втретє чудово написаний роман міс Остін «Гордість і упередження».

### ХХ століття
Ви не могли б шокувати її більше, ніж вона шокує мене,

Поряд з нею Джеймс Джойс здається невинним, як трава.

Мені дуже неприємно бачити

Англійську стару діву з середнього класу.

Опишіть любовний вплив "латуні",

так відверто і з такою тверезістю розкриває

економічну основу суспільства.
Американська вчена Клаудія Л. Джонсон захищала роман від критики, що він має нереалістичну казковість. Одна із критикес, Мері Пуві, писала, що «романтична розв’язка» «Гордості та упередження» є спробою застрахувати конфлікт між «індивідуалістичною перспективою, притаманною буржуазній системі цінностей , і авторитарною ієрархією, збереженою від традиційного патерналістського суспільства». Джонсон писала, що погляд Остін на структуру влади, здатну до реформ, не був «втечею» від конфлікту. Джонсон писала, що «обурлива нетрадиційність» Елізабет Беннет була дуже сміливою за часів Остін, особливо враховуючи сувору цензуру, яку запровадив у Великій Британії прем’єр-міністр Вільям Пітт у 1790-х роках, коли Остін написала «Гордість і упередження».

### ХХІ століття
- У 2003 році Бі-Бі-Сі провело опитування щодо «найулюбленішої книги Великої Британії», у якому «Гордість і упередження» посіла друге місце після «Володаря кілець».[62]
- У 2008 році опитування понад 15 000 австралійських читачів «Гордість і упередження» посіла перше місце в списку 101 найкращих книг, коли-небудь написаних.[63]
- 28 січня 2013 року 200-ту річницю серіалу «Гордість і упередження» відзначали по всьому світу медіа-мережі, зокрема Huffington Post, New York Times і Daily Telegraph.[64][65][66][67][68][69][70]

## Адаптації

### Кіно, телебачення і театр
Численні екранізації зробили внесок у популяризацію «Гордості та упередження».
Перша телевізійна адаптація роману, написана Майклом Беррі, була створена в 1938 році BBC. Це втрачена телевізійна трансляція. Деякі з відомих кіноверсій включають фільм 1940 року, відзначений премією «Оскар», з Грір Гарсон і Лоуренсом Олів’є (частково заснований на сценічній адаптації Гелен Джером 1935 року) та фільм 2005 року з Кірою Найтлі (номінована на «Оскар» за виконання) і Метью Макфадьєна. Телевізійні версії включають дві від BBC: версію 1980 року з Елізабет Ґарві та Девідом Рінтулом у головних ролях і версію 1995 року з Дженніфер Елі та Коліном Фертом у головних ролях.
Прем’єра сценічної версії, створеної Гелен Джером, відбулася в театрі «Music Box» у Нью-Йорку в 1935 році з Едріанн Аллен і Коліном Кейт-Джонстоном у головних ролях, а в 1936 році в театрі Сент-Джеймс у Лондоні знялися Селія Джонсон і Г’ю Вільямс. «Перші враження» — бродвейська музична версія 1959 року з Поллі Берген, Фарлі Грейнджер і Герміоною Ґінголд у головних ролях. У 1995 році Бернард Дж. Тейлор написав музичний концептуальний альбом з Клер Мур у ролі Елізабет Беннет і Пітером Керрі в ролі містера Дарсі. 21 жовтня 2008 року в Рочестері, штат Нью-Йорк, була представлена концертна вистава Джейн Остін «Гордість і упередження, новий мюзикл» з Коліном Доннеллом у ролі Дарсі. Шведський композитор Даніель Нельсон заснував свою оперу 2011 «Stolthet och fördom» на тему «Гордість і упередження». Серед творів, натхненних цією книгою, — «Наречена та упередження» та «Трішна» (телесеріал на хінді 1985 року).
«Щоденники Ліззі Беннет», прем’єра якого відбулася на спеціальному каналі YouTube 9 квітня 2012 року і завершилася 28 березня 2013 року, — це веб-серіал, відзначений нагородою «Еммі», який розповідає історію через відеоблоги, записані переважно від сестер Беннет. Його створили Генк Ґрін і Берні Су.
У 2018 році частина сюжету бразильської мильної опери «Orgulho e Paixão», яка транслювалася на TV Globo, була натхненна цією книгою. На створення мильної опери також надихнули інші твори Джейн Остін. Актори: Наталія Ділл, Тіаго Ласерда, Агата Морейра, Родріго Сімас, Габріела Дуарте, Марчело Фарія, Алессандра Негріні та Наталія до Вале.
«Вогняний острів» — це фільм за сценарієм Джоела Кіма Бустера, який переосмислює «Гордість і упередження» як гей-драму, яка відбувається на квінтесенції гей-відпустки на острові Вогню. Бустер описує фільм як «невибачливий і сучасний поворот до «Гордості та упередження» Джейн Остін». Фільм вийшов на екрани в червні 2022 року, головний акторський склад — американські актори азійського походження.